# Imanol Álvarez Arruti
Imanol Álvarez Arruti (geboren am 19. Mai 1967 in Ermua) ist ein spanischer Handballtrainer und ehemaliger Handballspieler.

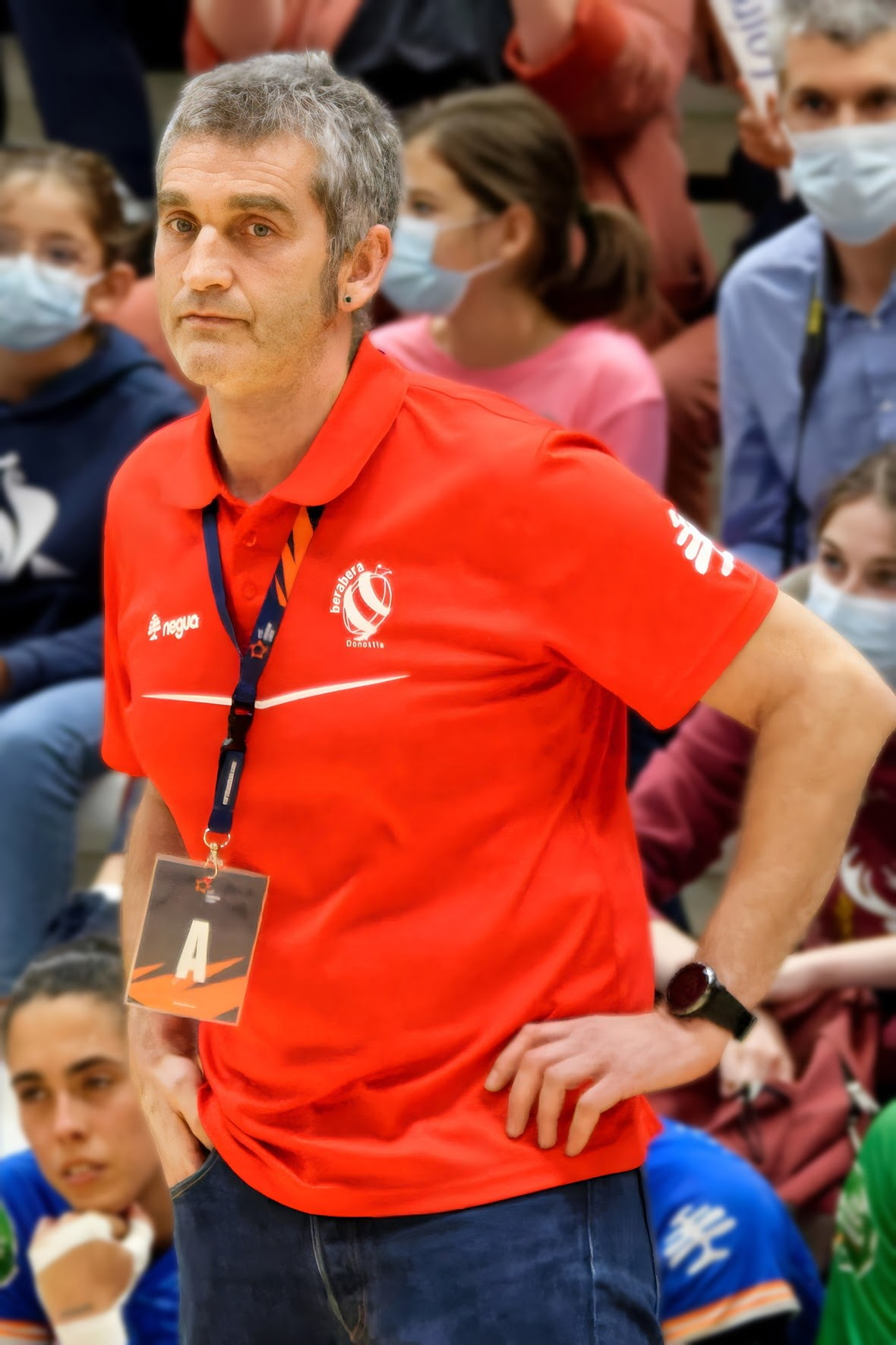
Imanol Álvarez Arruti (2021)

Als Spieler war er bei JD Arrate sowie Teams aus Barakaldo, El Pilar, Arrasate und Vinaròs aktiv.
Álvarez ist seit 1993 Handballtrainer. Er trainierte die Teams JD Arrate und Somos Eibar Eskubaloia. Ab Mai 2013 war er erstmals Chefcoach bei dem in der División de Honor spielenden Super Amara Bera Bera. 2014 verließ er diesen Verein und trainierte den Verein Errotabarri aus Ermua; im Mai 2018 kehrte er als Cheftrainer zu Bera Bera zurück. Mit dem Team aus Donostia gewann er die spanischen Meisterschaften 2014, 2020, 2021, 2022, 2024 und 2025.
Er war bis Mai 2023 Assistenztrainer der spanischen Nationalmannschaft der Frauen. Von September 2017 bis Oktober 2021 war er Cheftrainer der spanischen Juniorinnen.